# Uwe Kämmer
Uwe Kämmer (* 23. Juli 1959) ist ein ehemaliger deutscher Badmintonspieler. 

## Werdegang
Er gewann die DDR-Mannschaftsmeisterschaft 1977/78 mit der BSG Einheit Greifswald. Kämmer ist der Bruder der ehemaligen Badmintonspielerin Birgit Kroos und der Onkel der Fußballspieler Toni und Felix Kroos. Sein Sohn Andreas Kämmer ist ebenfalls Badmintonspieler. Uwe Kämmer arbeitete bis 2024 am Ostseegymnasium Greifswald als Gymnasiallehrer in den Fächern Biologie und Sport und ehrenamtlich als Badmintontrainer.

## Sportliche Erfolge
| Saison    | Veranstaltung                    | Disziplin | Platz | Name |
| --------- | -------------------------------- | --------- | ----- | --- |
| 1975/1976 | DDR-Einzelmeisterschaft AK 16/17 | MD        | 3     | Rainer Bösel / Uwe Kämmer |
| 1975/1976 | DDR-Mannschaftsmeisterschaft     | Team      | 1     | Einheit Greifswald (Edgar Michalowski, Erfried Michalowsky, Hans-Peter Apler, Klaus Müller, Uwe Kämmer, Norbert Michalowsky, Jürgen Brösel, Angela Michalowski, Christine Zierath, Renate Thurow, Ilona Michalowsky) |
| 1976/1977 | DDR-Einzelmeisterschaft AK 16/17 | XD        | 3     | Uwe Kämmer / Ilona Michalowsky |
| 1976/1977 | DDR-Einzelmeisterschaft AK 16/17 | MS        | 3     | Uwe Kämmer |
| 1976/1977 | DDR-Einzelmeisterschaft AK 16/17 | MD        | 2     | Rainer Bösel / Uwe Kämmer |
| 1977/1978 | DDR-Mannschaftsmeisterschaft     | Team      | 1     | Einheit Greifswald (Edgar Michalowski, Erfried Michalowsky, Michael Franz, Uwe Kämmer, Angela Michalowski, Ilona Michalowsky, Birgit Kämmer, Christine Zierath)                                                      |
| 1978      | DDR-Einzelmeisterschaft          | MD        | 2     | Michael Franz / Uwe Kämmer |
| 1978/1979 | DDR-Mannschaftsmeisterschaft     | Team      | 1     | Einheit Greifswald (Erfried Michalowsky, Edgar Michalowski, Uwe Kämmer, Thomas Greeck, Jürgen Brösel, Christine Zierath, Angela Michalowski, Ilona Michalowsky)                                                      |
| 1980/1981 | DDR-Studentenmeisterschaft       | MD        | 3     | Michael Franz / Uwe Kämmer |
| 1980/1981 | DDR-Studentenmeisterschaft       | XD        | 3     | Uwe Kämmer / Monika Michalowsky |
| 1980/1981 | DDR-Studentenmeisterschaft       | MS        | 3     | Uwe Kämmer |
| 1981      | DDR-Einzelmeisterschaft          | MD        | 3     | Uwe Kämmer / Norbert Michalowsky |
| 1981/1982 | DDR-Mannschaftsmeisterschaft     | Team      | 1     | Einheit Greifswald (Erfried Michalowsky, Edgar Michalowski, Thomas Mundt, Uwe Kämmer, Norbert Michalowsky, Birgit Kämmer, Petra Michalowsky, Ilona Michalowsky)                                                      |
| 1982/1983 | DDR-Mannschaftsmeisterschaft     | Team      | 1     | Einheit Greifswald (Erfried Michalowsky, Edgar Michalowski, Norbert Michalowsky, Thomas Mundt, Uwe Kämmer, Klaus Müller, Birgit Kämmer, Ilona Ryk)                                                                   |
| 1982/1983 | DDR-Studentenmeisterschaft       | MS        | 3     | Uwe Kämmer |
| 1982/1983 | DDR-Studentenmeisterschaft       | XD        | 3     | Uwe Kämmer / Michaela Junker |
| 1982/1983 | DDR-Studentenmeisterschaft       | MD        | 2     | Jens Scheithauer / Uwe Kämmer |

## Referenzen
- Martin Knupp: Deutscher Badminton Almanach, Eigenverlag (2003), 230 Seiten
- René Born: Badminton in Tröbitz (Teil 1 – Die Anfänge, die Medaillengewinner, die Statistik), Eigenverlag (2007), 455 Seiten (Online-Version)